# Bell 222
Bell 222 / 230 — гражданский легкий  вертолёт производства американской компании Bell Helicopter. Разработка вертолёта началась в 1972 году. Первый полёт опытного вертолёта состоялся 13 августа 1976 года. Сертификат типа был получен им 20 декабря 1979 года. Серийное производство было начато в 1980 году. Всего было построено 237 вертолётов Белл 222/230 всех вариантов.
Вертолет Bell 222 является первым гражданским вертолетом в США с двумя газотурбинными двигателями и первым вертолетом фирмы Bell, спроектированным специально для гражданского применения в качестве административного, пассажирского и многоцелевого вертолета. Он продолжает линию развития вертолетов фирмы Bell с двухлопастным несущим винтом и лопастями с большой хордой.

## Разработка
В конце 1960-х годов американская компания Bell начала проектировать новый легкий вертолет с двумя газотурбинными турбинными двигателями. Макет нового вертолета под фирменным обозначением D306 был представлен на конференции вертолетной ассоциации США в январе 1974 года. После интереса заказчиков, проявленного на его показе, компания анонсировала новый вертолёт под обозначением Bell 222.Это был первый легкий коммерческий двухдвигательный вертолет, разработанный в Соединенных Штатах.
Bell 222 имел ряд передовых новшеств в конструкции, таких как дублированные гидравлическая и электрическая системы, спонсоны, в которых размещалось убирающееся шасси, а также систему снижения вибрации Noda Matic, разработанную для вертолёта Bell 214ST.
Производство летательного аппарата началось в 1975 году. Bell 222 совершил первый полет 13 августа 1976 года. Он получила сертификат типа от Федерального управления гражданской авиации (FAA) 16 августа 1979 года и получил разрешение на эксплуатацию по правилам визуальных полетов  20 декабря 1979 года. Поставки вертолетов клиентам начались 16 января 1980 года. Управление гражданской авиации США одобрило модель 222 для эксплуатации по правилам полётов по приборам с одним пилотом 15 мая 1980 года. Цена вертолета Bell 222A в 1980г. составляла ориентировочно 975 тысяч долларов.

### Модернизация
Более мощный чем базовая версия Bell 222B был представлен в 1982 году с несущим винтом большего диаметра. В 1983 году был представлен вариант Bell 222UT Utility Twin на базе Bell 222B с трубчатым полозковым шасси.
Усовершенствованный вариант Bell 222 получил индекс Bell 230. Он был оснащен новым несущим винтом, отличающимся более высокой инерцией, новой силовой установкой из двух ГТД Allison 250-С30С, взлетной мощностью по 548 кВт, дублированными гидравлической, электрической и топливной системами и системой уменьшения вибраций «Нодаматик». Он совершил первый полет в сентябре 1991 года, был сертифицирован в США в 1992 году. Серийно производился отделением фирмы Bell в Канаде с 1992 года. Bell 230 имел опциональное полозковое или колесное шасси. Производство этой модели закончилось в 1995 году, когда было построено 38 машин, и в линейке Bell их заменил удлиненный и более мощный Bell 430.

## Конструкция

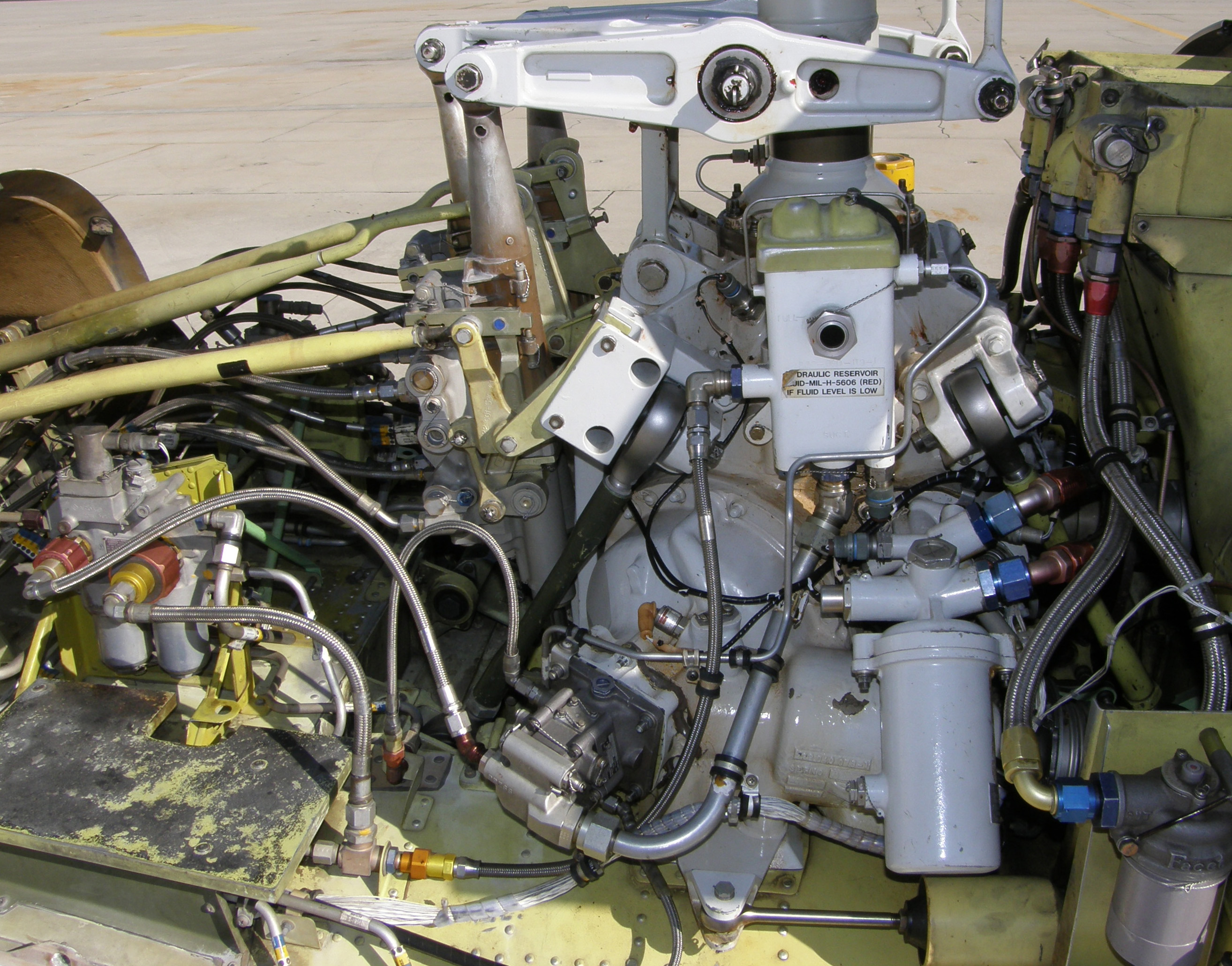
Трансмиссия и автомат перекоса вертолёта Bell 222

Вертолёт Bell 222 выполнен по одновинтовой схеме с рулевым винтом, двумя газотурбинными двигателями и трехопорным шасси. Фюзеляж цельнометаллический полумонококовой конструкции. В носовой части расположен отсек с радионавигационным и электронным оборудованием. Кабина экипажа двухместная, по обе стороны имеются по одной двери для каждого летчика. В административном или бизнес варианте с повышенной комфортабельностью в кабине установлены два кресла и диван на трех пассажиров. При использования вертолета в качестве санитарного, удаляется ряд сидений и багажный отсек. При этом длина кабины увеличивается до 3,8 метров, и в ней могут устанавливаться двое носилок и сиденья для 3-4 медицинских работников или сопровождающих. Шасси убирающееся, трехопорное, с передним самоориентирующимся колесом. Главные опоры с масляно-воздушными амортизаторами, убираются в обтекатели.
Bell 222 оснащен двумя турбовальными двигателями Lycoming LTS101 мощностью 592 л. с. каждый. Более поздние версии 222-й модели оснащены более мощными двигателями, такими как LTS101-750C. Мощность двигателя составляет 100% от номинальной при 9598 оборотов в минуту. Два независимых приводных вала передают мощность от двигателей к трансмиссии. Выхлопные патрубки LTS101 вертолёта Bell 222 расположены в задней части двигателей, в то время как выхлопные трубы двигателя Allison 230 расположены высоко на капоте. Топливо хранится в мягких баках, обладающих высокой прочностью при действии ударных нагрузок и образующих две автономные топливные системы. Два бака расположены в задней части кабины и по одному в каждом из боковых обтекателей. Трансмиссия состоит из главного редуктора, двух приводных валов, идущих от двигателя к главному редуктору, двух муфт свободного хода, приводного вала рулевого винта и хвостового редуктора. Главный редуктор рассчитан на передачу полной мощности одного двигателя в случае отказа другого.
Несущий винт двухлопастный с общим горизонтальным шарниром и упругими титановыми пластинами. Крепление лопастей осуществляется посредством конических эластомерных подшипников. В общем горизонтальном шарнире использованы радиальные эластомерные подшипники. Рулевой винт диаметром 2,1 метра, двухлопастный, с полужестким креплением лопастей. Лопасти выполнены из нержавеющей стали. По конструкции конструкция системы несущего и рулевого винтов аналогична той, что используется на вертолёте AH-1 Cobra.
Электронное оборудование для полета по приборам, стандартное, имеется цифровая автоматическая система управления, автопилот и метеорологическая РЛС.

## Варианты
Bell 222

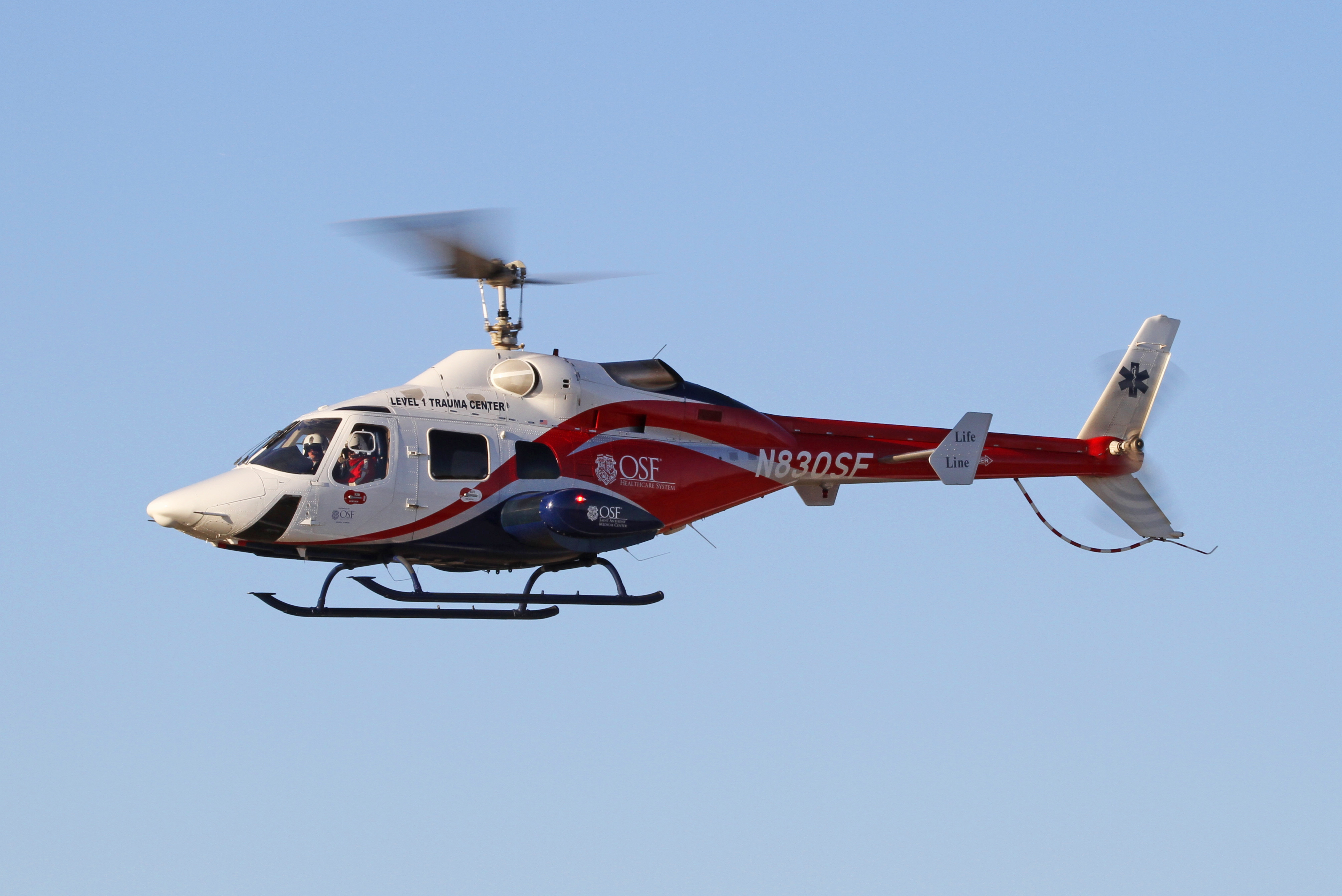
Bell 230 компании Life Flight в 2011 году

Базовый вариант Bell 222, иногда неофициально называемый Bell 222A, чтобы отличать ее от модели Bell 222B. Он был оснащен двумя турбовальными двигателями Honeywell (ранее Lycoming) LTS101-650C-3 (618 л. с. взлетная мощность, 591 л. с. максимальная непрерывная мощность). Построено и поставлено заказчикам 73 единицы.
Bell 222B
В 1982 году Bell 222A получил модернизированную силовую установку (два двигателя Honeywell (ранее Lycoming) LTS101-750C взлетной мощностью 680 л.с. каждый), а также более крупный в диаметре несущий винт и был переименован в Bell 222B.
Bell 222B Executive
VIP-вариант с салоном бизнес-класса.
Bell 222UT
Многоцелевой вариант с увеличенной мощностью двигателей, усовершенствованным оборудованием, а также с полозковым шасси, представленный в 1983 году. Отсутствие убирающегося колесного шасси позволило установить более крупные вспомогательные топливные баки.
Bell D-292
Экспериментальный вертолет, разработанный Bell Helicopters для программы армии США Advanced Composite Airframe Program (ACAP) в рамках исследований, включенных в программу разработки лёгкого экспериментального вертолёта. Его общий вес составлял 3 400 кг. Программа была направлена на демонстрацию преимуществ применения современных на момент разработки композитных материалов и концепций структурного проектирования на планере военных вертолетов. Основной целью программы было снижение себестоимости производства планеров и снижение их веса на 17%-22% соответственно. Стоимость планера составила 185 458 долларов США. Материалы составили 28% этой стоимости, а затраты на рабочую силу — оставшиеся 72%.
Bell 230

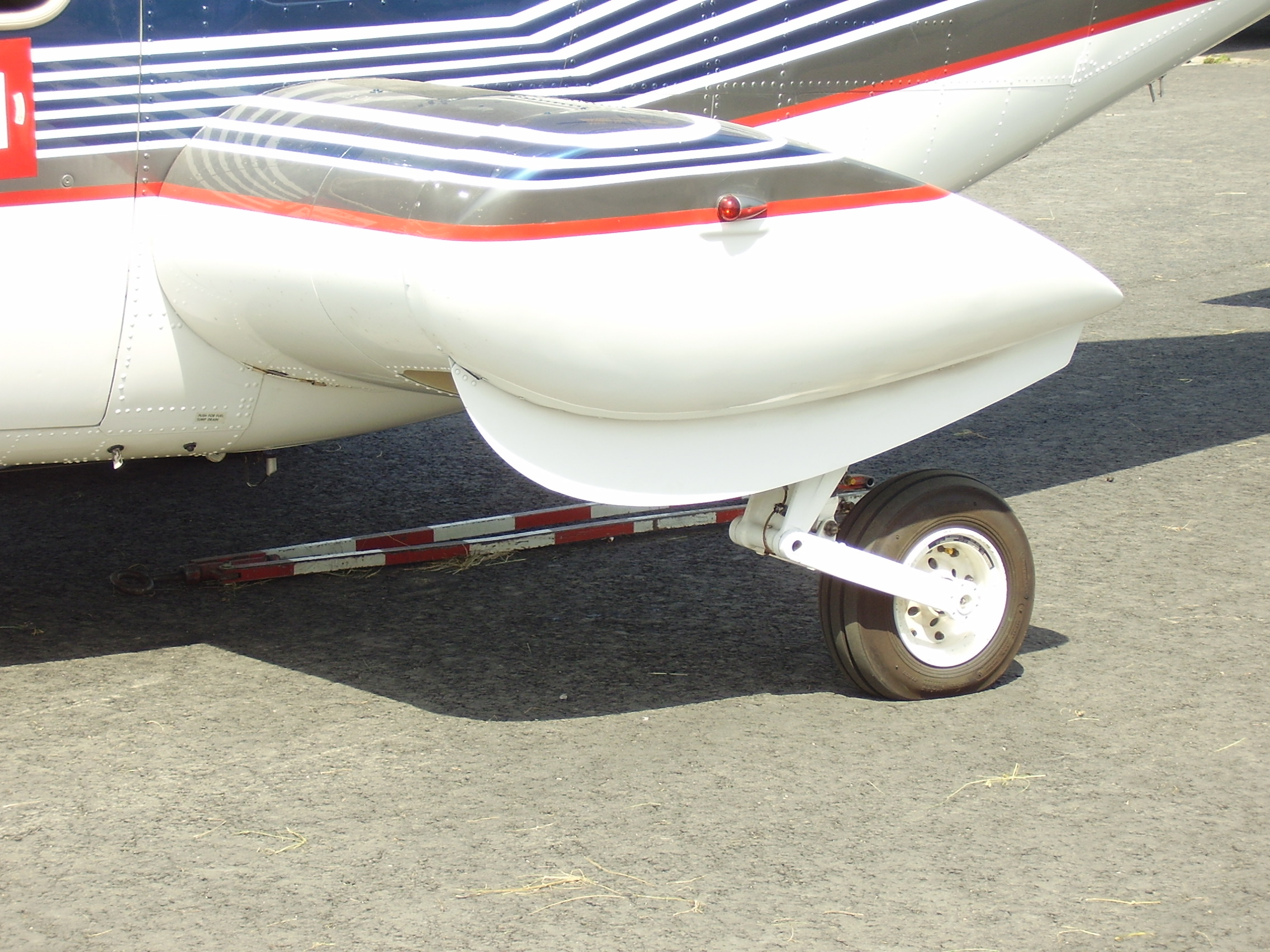
Обтекатель стойки шасси Bell 230, выполненный в виде крыла малого удлинения, в каждом из которых находятся дополнительный топливный бак.

Усовершенствованный вариант с новым несущим винтом, отличающимся более высоком инерцией, и новой силовой установкой из двух газотурбинных двигателей Allison 250-С30С, взлетной мощностью по 548 кВт каждый, дублированными гидравлической, электрической и топливной системами и системой уменьшения вибраций «Нодаматик». Совершил первый полет в сентябре 1991 года, был сертифицирован в 1992 году. Серийно производится отделением фирмы Bell в Канаде с 1992 года.
Bell 230 Utility
Транспортная версия Bell 230.
Bell 230 EMS
Вариант вертолета санитарной авиации, оборудованный одними или двумя носилками (EMS - Emergency Medical Service).
Bell 430
Развитие вертолета Bell 230 с четырехлопастным несущим винтом с втулкой «тип 680», обеспечивающим большую тягу, лучшую маневренность и меньшие уровни шума и вибраций. Совершил первый полет в ноябре 1994 года, серийно производится в Канаде с 1995 года.

## В культуре
- Bell 222A выступал в роли сверхзвукового вертолёта «Воздушный волк» (англ. Airwolf) в одноименном сериале 1980-х годов. «Воздушный волк» оснащён реактивными двигателями и способен передвигаться быстрее звука, но в реальности вертолёт, ввиду конструктивных особенностей, не способен приблизиться к звуковому барьеру. Официальный мировой рекорд скорости вертолёта — 400,87 км/ч[9], неофициальный установил экспериментальный Eurocopter X3 — 472 км/ч (максимальная скорость прототипа «Волка», Bell 222 — всего 265 км/ч). В 2016 году телеканал «Звезда» назвал «Воздушный волком» будущего Ка-31, Ка-52 и Ка-60[10].
- В фильме 1991 года «Харлей Дэвидсон и ковбой Мальборо» Bell 222UT используется для устранения противников в высотном здании недалеко от центра Лос-Анджелеса[11].

## ЛТХ
- Силовая установка: два турбовальных двигателя Avco Lycoming LTS 101-650C-2, имеющих взлётную мощность на валу 503 кВт (675 л. с.) и максимальную мощность при постоянной работе 446 кВт (598 л. с.).
- Лётные данные: максимальная крейсерская скорость на уровне моря 265 км/ч (165 миль/час); экономическая крейсерская скорость на высоте 2440 м (8000 футов) 241 км/ч (150 миль/час); динамический потолок 6095 м (20000 футов); дальность с максимальным запасом топлива 523 км (325 миль).
- Вес: пустого снаряжённого — 2204 кг (4860 фунтов); максимальный взлётный 3650 кг (7850 фунтов).
- Размеры: диаметр несущего винта 12,12 м (39 футов 9 дюймов); длина фюзеляжа 10,98 м (36 футов 0,25 дюйма); высота 3,51 м (11 футов 6 дюймов); площадь, ометаемая несущим винтом, 115,29 м² (1241 фут²).